# Фицджеральд, Морис, 2-й лорд Оффали
Морис Фицджеральд (англ. Maurice FitzGerald, 2nd Lord of Offaly, 1194 — 20 мая 1257) — ирландский аристократ и военный деятель нормандско-валлийского происхождения, 2-й лорд Оффали (1204—1257), юстициарий Ирландии (1232—1245). Воевал с ирландскими кланами, на должности юстициария Ирландии «прославился» крайне жестокими методами, за что его критиковал король Англии Генрих III. Титул лорда Оффали унаследовал его сын — Морис Фицджеральд, который стал 3-м лордом Оффали.

## Жизнеописание
Морич Фицджеральд, 2-й лорд Оффали, родился в Ирландии в 1194 году. Единственный сын Джеральда Фиц-Мориса, 1-го лорда Оффали (ок. 1150—1204), и Евы де Бирмингем (ум. 1223/1226).
15 января 1204 года после смерти своего отца Морис Фицджеральд унаследовал титул и владения 2-го лорда Оффали. В 1217 году он был посвящен в рыцари в возрасте 24 лет. В 1224 году Мориc основал Южное аббатство Йол (Югал) — мужской монастырь ордена францисканцев и назвал его в честь святого Николая. Морис Фицджеральд был вызван из Ирландии в Лондон, откуда он сопровождал короля Генриха III в Пуату и Гасконь в октябре 1209 года.
В сентябре 1232 года Морис Фицджеральд получил от короля должность юстициария Ирландии. Занимал эту должность до 1245 года. Его репутация была запятнана слухами, что он был причастен к смерти Ричарда Маршала, 3-го графа Пембрука, в 1234 году. Морис Фицджеральд встретился с Ричардом Маршалом в битве при Куррахе 1 апреля 1234 года. Ричард Маршал был разбит в битве, ранен и скончался вскоре после этого. Ходили слухи, что Морис предал Маршала и нарочно подстроил так, чтобы его ранили враги. В феврале 1235 года король Англии Генрих III Плантагенет заявил, что Морис «неприятный человек, более того, он очень жестокий при исполнении королевской должности». В том же году Морис Фицджеральд воевал с ирландским королевством Коннахт, стремясь его завоевать. В последующие годы он неоднократно собирал войско и сражался против ирландских кланов (1241, 1242, 1246, 1247 и 1248 годы). В «Анналах четырех мастеров» есть запись, что в 1247 году король Тирконнелла Мегалин О’Доннелл был убит Морисом Фицджеральдом.
В 1245 году Морис Фицджеральд был уволен с должности юстициария Ирландии за то, что он опоздал с отправкой военного контингента английскому королю, когда тот воевал в Уэльсе. Его преемником на этом посту стал Джон Фиц-Джеффри. В том же году он начал строительство замка в Слайго. В 1250 году Морис получил должности комиссара финансов Ирландии и члена Совета Ирландии. Он основал монастырь ордена доминиканцев в Слайго. Именно поэтому в Ирландии его называли Брахайр (ирл. — Brathair) — «Монах». Морис Фицджеральд посетил английский королевский двор в январе 1252 года, затеv он получил срочный вызов от короля в 1254 году.

## Брак и дети
Морис Фицджеральд был женат на Джулиане де Коган, дочери сэра Уильяма де Когана. У них было четверо детей:
- Джеральд Фиц-Морис Фитцджеральд (ум. 1243). От брака с неизвестной женщиной у него были сын — Морис (умер в июле 1268 года) и дочь — Джулиана (умерла после 1309 года)
- Морис Фицджеральд, 3-й лорд Оффали (1238—1286), дважды женат, двое дочерей от первого брака
- Дэвид Фиц-Морис Фицджеральд , умер бездетным
- Томас Фиц-Морич Фицджеральд (ум. 1271). Его старший сын — Джон Фицджеральд, 1-й граф Килдэр, 4-й лорд Оффали (ок. 1250—1316)

## Смерть
В 1257 году Морис Фицджеральд воевал с ирландцами, которых возглавлял Гофрайд О’Домнайлл, король ирландского королевства Тирконнелл. Битва состоялась при Кредане (сейчас — графство Слайго). В этом сражении Морис Фицджеральд был тяжело ранен и скончался 20 мая 1257 года во францисканском монастыре Йол, в возрасте 63 лет. В «Анналах четырёх мастеров» есть запись, которая датируется 1257 годом и там записано следующее: «Морис Фицджеральд, что был некоторое время лордом-юстициарием Ирландии, разрушитель Ирландии умер». На ирландском языке эта запись выглядит так: «Muiris macGerailt lustis Ereann re h-edh diosccaoilteach Gaoidheal d'écc».
Ему наследовал его второй сын Морис Фицджеральд (1238—1286), который стал 3-м лордом Оффали. На этот титул также претендовал его внук Морис Фицджеральд (ум. 1268), сын его старшего сына Джеральда, умершего в 1243 году.